# الأيام الخالية من السيارات

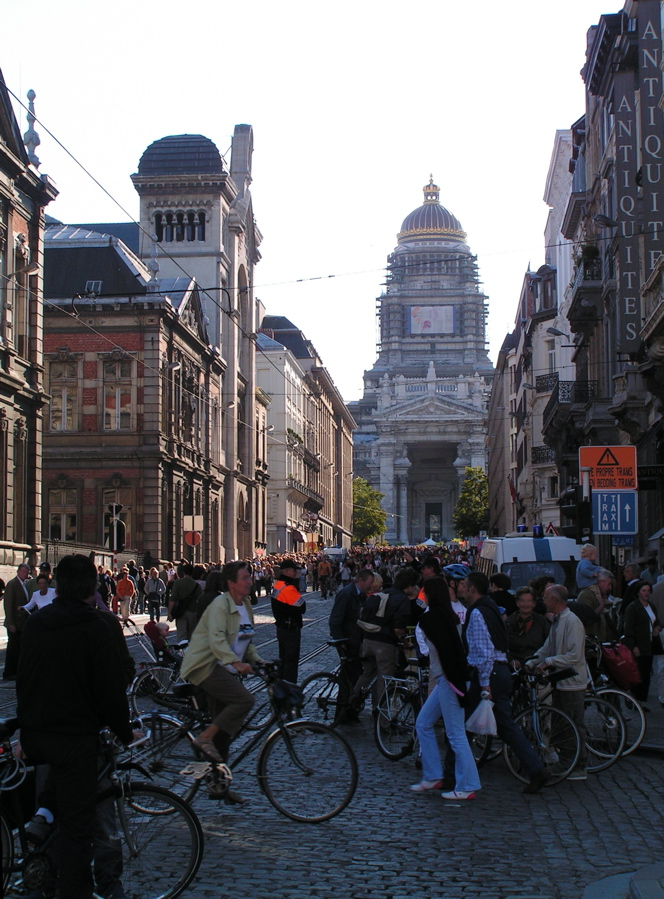
يوم بروكسل الخالي من المركبات، 2005.

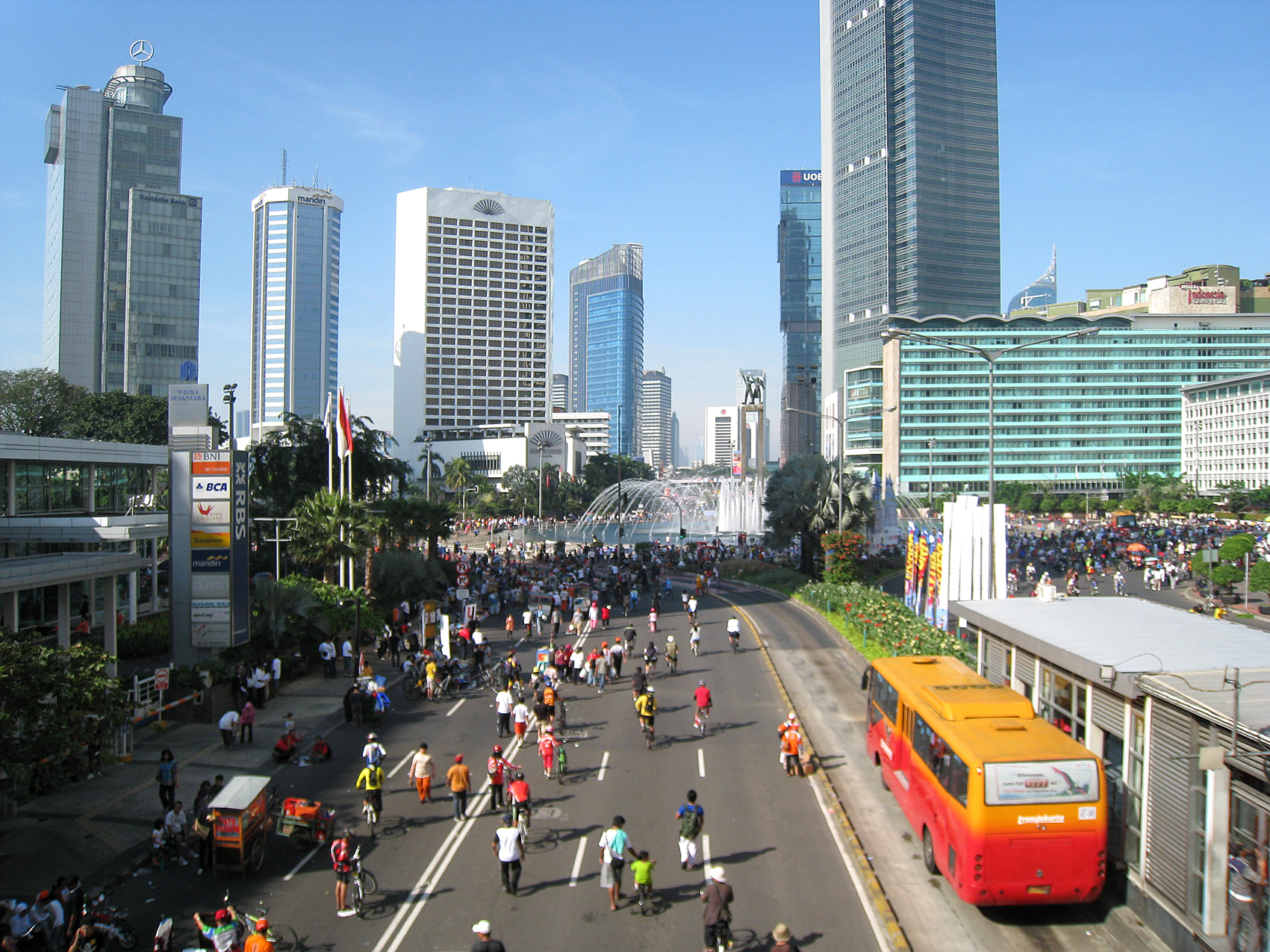
جاكارتا اليوم الشهري للخلو من المركبات، 2010.

يحث اليوم الخالي من السيارات السائقين على التخلي عن سياراتهم ليوم واحد بحيث تقام فعاليات منظمة من أجل هذا اليوم في بعض المدن والبلدان ويعتبر الثاني والعشرون من سبتمبر اليوم العالمي للتخلي عن السيارة. وفقا لواشنطن بوست فإن الحدث: «يشجع تحسين النقل الجماعي واستخدام الدراجات والمشي وتطوير المجتمعات التي تكون فيها الوظائف قريبة من البيت وبحيث يكون التسوق ضمن مسافة يمكن قطعها سيرا على الأقدام».
هذه الأحداث ذات المواقع المختلفة تعطي السائقين والركاب فكرة كيف يمكن أن يكون وضع النواحي التي يقطنون فيها بعد تقليل عدد السيارات. على الرغم من أن المشاريع في هذا الاتجاه استمرت في الحدوث من وقت لآخر على أساس مخصوص ابتداء من أزمة النفط التي حدثت عام 1973، إلا أن الدعوة المنظمة لمثل هذه النشاطات انطلقت في أكتوبر عام 1994 وكان ذلك في المحاضرة الافتتاحية التي ألقاها إريك بريتون في المؤتمر الدولي للمدن المنفتحة والذي عقد في مدينة توليدو (طليطلة) في إسبانيا بعنوان: الثلاثاء: استراتيجية فعالة لتقليص الاعتماد على السيارات في المدن.
في غضون سنتين، نُظمت الأيام الأولى في ريكيافيك (أيسلندا)، باث (بريطانيا) ولاروشيل (فرنسا) وأسست الجمعية غير الرسمية للأيام العالمية الخالية من السيارات في عام 1995 لدعم الأيام الخالية من السيارات عبر العالم. دشنت نقابة النقل البيئية الحملة الوطنية الأولى في بريطانيا عام 1997 وتبعتها الفرنسية في عام 1998 بعنوان في المدينة، بدون سيارتي! وأقرتها المفوضية الأوروبية كمبادرة عبر أوروبا في العام 2000. في نفس العام قامت المفوضية بتوسيع البرنامج ليصبح أسبوع التنقل الأوروبي الذي صار اليوم موضع تركيز المفوضية الرئيسي بحيث صار يوم التخلي عن السيارة جزءا من مشروع التنقل الجديد ككل. تحولت الأيام الخالية من السيارة إلى حدث عالمي عن طريق برنامج يوم التخلي عن السيارات العالمي والذي أطلقته كاربسترز (بالإنجليزية: Carbusters) حيث صار اسمها شبكة اليوم الخالي من السيارات العالمية، وفي نفس السنة تم إطلاق برنامج اليوم الخالي من السيارات التعاوني وشبكة يوم الأرض وتعاونية أيام العالم الخالية من السيارات.
بينما تم تحقيق زخم ملحوظ من ناحية التغطية الإعلامية، اتضح أنه من الصعب تنظيم هذه الأحداث لتُحَقِّقَ نجاحا حقيقيا (ربما تحتاج إعادة تنظيمٍ ملحوظٍ لترتيبات النقل في المدينة المضيفة) وحتى بعد مرور عقد كامل فهناك شك كبير حول مدى فعالية هذه الطريقة؛ فتحقيق دعم شعبي واسع والالتزام بالتغيير هما شرطان لا يمكن الاستغناء عنهما لتحقيق النجاح. يدعي البعض (وهي تهم مشكوك فيها) بأن أكثر من ألف مدينة عبر العالم قد نظمت «أياما» في عام 2005 تفاوتت نتائجها للغاية.
تحتضن مدينة بوغوتا أعظم حدث أسبوعي عالمي فيما يخص يوم التخلي عن السيارة والذي يغطي كامل المدينة. أقيم اليوم الأول في فبراير عام 2000 وصار حدثا مؤسسيا عبر استفتاء عام.
في سبتمبر 2009 أقامت جاكرتا يومها الخالي من السيارات والذي أغلق الشارع الرئيسي دون السيارات ودعت المشاة المحليين لممارسة تدريباتهم ونشاطاتهم في الشوارع التي تكون عاد مزدحمة بالمركبات. تم إخلاء السيارات من أجل خاطر المشاة عبر الطريق من منطقة سينايان المزدحمة بالمرور في جالان سوديرمان في جنوب جاكرتا وحتى نصب «سيلامات داتانج» التذكاري (بالإنجليزية: Selamat Datang) عند فندق اندونيسيا المزدحم بالمرور في جالان ثارمين وحتى الطريق شمالا إلى نصب جاكرتا الوطني المركزي. سيطرت الرياضات الصباحية والألعاب الاحتفالية والركض وركوب الدراجات وكرة الريشة والكاراتيه ومكتبة الشارع وعزف الموسيقى على الطريق. يقام يوم الخلو من السيارات اليوم في الشارع الرئيسي لجاكرتا اليوم شهريا في كل أحد في أخر الشهر. يقام اليوم في شارع المدينة الرئيسي جالان سوديرمان وجالان ثامرين من منطقة سينايان إلى موناس (نصب جاكرتا الوطني) منذ الساعة السادسة وحتى الثانية عشرة صباحا.

## كيف يعمل اليوم؟
شكلت الدعوة الخاصة بيوم التخلي عن السيارات عام 1994 تحديا للمدينة والحي أو التجمعات وذلك من حيث:
- إمضاء يوم خال من السيارات تم الإعداد له بعناية.
- دراسة وملاحظة ما يحدث خلال هذا اليوم بالضبط وعن قرب.
- ومن ثم؛ عكس الدروس المستفادة من هذه التجربة علنا وبشكل جماعي وما يمكن عمله تاليا للبناء على هذه التجربة بحكمة وإبداع.

اعتبر التدريب مستخدمي السيارت «مدمنين» تجب «معالجتهم» بطريقة ما. افترض المنظمون هذا بقصد أن السائقين لن يكون لديهم خيار آخر إلا أن يكونوا بدون مركباتهم لبعض الوقت على الأقل. كان «العلاج» في هذه الحالة الخاصة هو العثور على إجابة لأجزاء السؤال الثلاثة التالية:
- هل من الممكن إخراج السائقين من مركباتهم في مدينة أو اثنتين...
- بطرق مقبولة في نظام ديمقراطي تعددي...
- ولوقت كافٍ لاستعراض ما يلزم حدوثه لجعل نموذج نقل الضواحي بعدد سيارات أقل (أو لدقة أكثر، عدد أقل من السيارات) يعمل حقا؟

## أيام الخلو من السيارات العالمية

### أوروبا
تقام الأيام الخالية من السيارات أيضا في العديد من مدن الولايات المتحدة كبورتلاند في ولاية أوريغون وفي اليابان.

## التاريخ والخط الزمني

### السنوات العشر الأولى
حددت نقابة النقل البيئية يوم الخلو من السيارات السنوي الأولي في يوم الثلاثاء الواقع في أسبوع النقل الأخضر الخاص بالنقابة (حوالي السابع عشر من حزيران) وتم الاتفاق على جعله يوما قائما بذاته في الثاني والعشرين من سبتمبر وذلك ليكون في الأصل يوما في عموم أوروبا يتم تنظيمه تحت رعاية المفوضية الأوروبية وبامتدادات دولية فيما بعد بحيث يتم خلالها دعوة عدد أكبر من المدن حول العالم إلى إغلاق مراكزها أمام السيارات. سيتم تشجيع المشاة وراكبي الدراجات والنقل العام وأشكال النقل المستدام الأخرى في هذه الأيام. يمكن للناس أن يتصوروا كيف ستبدو مدينتهم بعدد سيارات أقل بكثير وإلى ماذا سيحتاجون لتحقيق ذلك. يدعي المؤيدون أن أكثر من 100 مليون شخص في 1500 مدينة يحتفلون بهذا اليوم بغض النظر عن الأيام وبالطرق التي يختارونها. لم يتم تأكيد هذا الإدعاء على أية حال.
خلال العقد الأول من حركة اليوم الخالي من المركبات (1994-2005) شهد العالم مئات من المدن التي حاولت تطبيق منهج اليوم الخالي من المركبات في ظروف شديدة الاختلاف وكان بعضها جيدا في حين كان بعضها سيئا بطريقة لا يمكن إنكارها أما البعض الآخر فحدث في مناسبات عدة.
تساءل الناشطون في هذا المجال عن كنه الإنجازات الحقيقية فقد أشاروا إلى أنه كان من المقبول أن يكون هناك يوم مُرْضٍ بسيارات أقل وربما عدد أقل من الحوادث على الأقل في بعض أجزاء المدينة ولكنهم اعتبروا أن هذا ليس الحد الأدنى. بالنسبة لهؤلاء الناشطين فالهدف من هذا اليوم بداية هو أن يكون خطوة صغيرة تعمل كمحفز في عملية أكبر وأكثر طموحا تهدف إلى إحداث تحول منظم في كافة أرجاء المدينة نحو نظام تنقل مستدام وحقيقي كما وأشاروا بأنهم لم يروا مثل هذا الإنجاز يتحقق إلا في حالات نادرة جدا.
فكر الأشخاص ذوو العلاقة بأنه وبعد 10 سنوات فقد حان الوقت للتريّث وإلقاء نظرة فاحصة لملاحظة أي فرق أحدثه هذا المنهاج كما وتساءلوا إذا ما كانت الأيام التي أقيمت هنا أو هناك قد أنتجت أي آثار مهمة ودائمة على المدن وعلى الطرق التي يسلكها البشر فيها. تساءل هؤلاء الأشخاص أيضا إن كانوا سيكونون راضين عن الحجم الكبير لإنجازات هذه المشاريع والبرامج والاستمرار فيها كما هي عليه، أو إذا لم يكن هناك وقت للوقوف وإلقاء نظرة مرة أخرى ولذا قرروا بأن يقاوموا هذا الرضا عن طريق برنامج تعاون دولي يبدأ في عام 2004.

### الخط الزمني: بعض الأحداث المرتبطة بيوم الخلو من السيارات
يعمل التسلسل الزمني التالي على تجميع بعض المناسبات الرئيسية التي جرت خلال العقود الماضية والتي ساهمت جميعها تدريجيا واعتمادا على انجازات بعضها البعض في أن تتركنا اليوم مع حركة أقل ما يقال عنها أنها قد بدأت تأخذ طريقها الآن. يوجد عدد كبير جدا من المدن والمناسبات التي لم تشمل هنا.
- 1965، الأراضي الواطئة. أيام الآحاد الأولى الخالية من السيارات في هولندا وبلجيكا بسبب أزمة السويس. كانت كل أيام الأحد ابتداء من 25 نوفمبر وحتى 20 يناير من عام 1957 أياما خالية من السيارات.
- 1958، مدينة نيويورك. مظاهرات في جوار منطقة حديقة واشنطن سكوير في مدينة نيويورك تسببت في النهاية في إغلاق تمديد مقترح للشارع الخامس والذي كان بإمكانه أن يحد من هذه الحديقة العامة المشهورة والواحة الاجتماعية.
- 1961، مدينة نيويورك. جين جيكوبز إحدى زعيمات احتجاجات عام 1958 تنشر كتابها موت وحياة المدن الأمريكية الكبرى -من كتب فينتاج- والذي بدأ سلسلة النقاشات حول ضبط السيارات في المدن.
- خريف عام 1968، غروننيغان هولندا. الشارع الحي للجوار الأول. كان الهدف من هذا المشروع الأول وغير القانوني بالكامل والذي قاده السكان المحليون هو المطالبة باستعادة الشارع من السيارات وتأمين مساحة آمنة للناس.
- 1972، دِلفْتْ (Delft)، هولندا. افتتاح أول شارع حي بشكل رسمي.
- 1973، أبي دي رويامونت، فرنسا. مركز تطوير الخاص بمنظمة التعاون والتنمية الاقتصادية (بالإنجليزية: The OECD) بالاشتراك مع إيكو بلان (الكومونز، بالإنجليزية: The Commons) ينظمان أربعة أيام دولية لتبادل الأفكار تبحث الجمع بين ضبط استخدام المركبات والتنقل «الوسطي» أو غير التقليدي (التاكسي الجوّال) في مدن العالم الثالث.
- يناير-فبراير، 1974، سويسرا. نظمت أربعة أيام آحاد للخلو من السيارات خلال «أزمة النفط».
- 1981، ألمانيا الشرقية (الجمهورية الديمقراطية الألمانية). جرى أول يوم ألماني للخلو من المركبات.
- أكتوبر، 1988، باريس. بداية برنامج: «مدن بلا سيارات؟». أطلقت إيكو بلان والكومونز البرنامج التعاوني العالمي غير المنظم وغير البيروقراطي والذي يحركه الموضوع وذو المدى البعيد فيما تحول في النهاية ليصير أجندة النقل الجديدة حاليا.
- سبتمبر 1991، نيويورك. المؤتمر الدولي الأول حول المدن الخالية من المركبات. تم تنظيمه بواسطة بدائل وسائل النقل.
- سبتمبر 1992، تورنتو. المؤتمر الدولي الثاني عن المدن الخالية من السيارات.
- سبتمبر 1992، سان فرانسيسكو. الكتلة الحرجة. بفوضى أكثر أو أقل- أحدثتها مجموعة منظمة ذاتيا- تلّوت مجموعة من الناس تركب الدراجات للمطالبة بتحرير الشوارع من السيارات وما زالت مستمرة للآن.
- الخريف 1992، باريس. افتتح أول منتدى للوصول بالتعاون مع ECTF على الإنترنت. نوقش مبدأ اليوم الخالي من السيارات وتم توسيعه في هذه القائمة الدولية.
- خريف 1992، أوتوا، كندا. بدأت نشرة تحرير أوتوا من السيارات.
- مارس 1994، أمستردام. أطلقت شبكة المدن الخالية من السيارات بواسطة دي جي امس أي ويورو سيتيز (DG XI و Eurocities).
- 14 أكتوبر 1994، توليدو، إسبانيا. تم تقديم الثلاثاء: مقترح خطة العمل الخاصة باليوم الخالي من السيارات ونداء عام يدعو إلى تعاون دولي. مؤتمر «الوصول للمدن». (ممثلون عن المدن الخالية من السيارات وريكافيك فيما بعد، باث ولا روشيل ومشاريع CFD التي تم تقديمها جميعا).
- 8 مايو 1996، تم إطلاق إعلان كوبنهاغن بواسطة لقاء مجموعات الحكومات الأوروبية.
- يونيو 1996، ريكيافيك، أيسلندا. تم تنظيم اليوم الخالي من السيارات بواسطة الحكومية المحلية وأقيم في العاصمة الأيسلندية.
- 11 يونيو 1996، باث، أول يوم بريطاني خال من السيارت تم تنظيمه خلال أسبوع النقل الأخضر الخاص بنقابة النقل البيئي.
- 17 يونيو 1997، ويبريدج، تم افتتاح أول يوم عالمي لليوم الخالي من السيارات بواسطة نقابة النقل البيئي في بريطانيا. تقوم النقابة بتنسيق الأيام السنوية.
- 9 ديسمبر 1997، لا روشيل فرنسا. يوم خال من السيارة بزعامة المحافظ مايكل ميشال كيغيب وجاك تالوت. نظمت لا روشيل أول يوم حقيقي للخلو من السيارات في فرنسا.
- 12 أكتوبر 1997، باريس. قدم إلى وزير البيئة الفرنسي اقتراح الثلاثاء: مقترح يوم خال من السيارات. اعتبر اقتراح هذه الجمعية جزءا من Smogbuster الخاص بمنظمة الكومونوز لمحاربة التلوث المرتبط بالمركبة ومشاكل أخرى في المدن الفرنسية. (استخدمت الوزارة هذه المؤسسة لإطلاق نسختها الخاصة من برنامج «في البلدة، بدون سيارتي؟» بعد ذلك بعام واحد.
- 26 أكتوبر-1 نوفمبر 1997، ليون، فرنسا. مؤتمر نحو مدن خالية من السيارات الأول. نظمته منظمة الشباب الأوروبي من أجل العمل ومنظمة التحالف من أجل مدينة بدون سيارة التي تتخذ من ليون مقرا لها. 	كما وتم إطلاق مجلة كاربستر ومركز الموارد.
- شتاء 1997، أمستردام. مجلة أوقات الخلو من السيارات. نشرت المجلة المجلد الأول العدد الأول (بدون دعم عام وتم توفيره مجانا).
- 21 يونيو 1998. النقل دون سيارة، يوم للتنقل الخالي من السيارات عبر ألمانيا.
- 22 سبتمبر 1998، «في البلدة وبدون سيارتي؟»، فرنسا. نظمت الوزارة الفرنسية للبيئة و34 مدينة فرنسية حملة «في البلدة بدون سيارتي؟».
- 1 ديسمبر 1999، بريطانيا. المخطط الدولي الأول لنقابة النقل البيئي يدعم مشاركة معلومات تخطيط النقل (المملكة المتحدة) ليوم التخلي عن السيارات الأوروبي في بريطانيا.
- 19 سبتمبر 1999، هولندا. الأحد الوطني الأول للخلو من السيارات في هولندا.
- 22 سبتمبر 1999، «اليوم التجريبي» الأوروبي الأول. في يوم 22 سبتمبر 1999، شاركت 66 بلدة فرنسية في حملة «في البلدة بدون سيارتي؟» (الطبعة الثانية)، بينما نظمت 92 مدينة إيطالية في حدث مواز اليوم الإيطالي الأول للخلو من السيارات بعنوان «في البلدة بدون سيارتي». شارك إقليم جنيف أيضا في ما دعي لاحقا «اليوم التجريبي» الأوروبي الأول، حيث عيّنت كل المدن المشاركة مناطق خالية من السيارات في مركز المدينة.
- الأحد، 26 سبتمبر 1999. إعلان أول يوم بلجيكي للخلو من السيارات.
- 1 ديسمبر 1999، بريطانيا. مجموعة من الأفراد والجماعات المهتمين تقوم بإعداد أول مجموعة دعم وطنية ومستقلة على شبكة الإنترنت للترويج للأيام الخالية من السيارات في بريطانيا (انظر القائمة على اليسار للروابط المباشرة).
- الأحد: 6 فبراير 2000، إيطاليا وزير البيئة إيدو رونشي يفتتح أول أربعة آحاد ناجحة للخلو من السيارات في إيطاليا بحيث تقام في الأحد الأول من كل شهر ولمدة أربعة أشهر قادمة.
- 24 فبراير 2000، بوغوتا، كولومبيا. تحدي بوغوتا. تنظم مدينة بوغوتا فعالية بدون سيارتي في بوغوتا بالتعاون مع جمعية اليوم العالمي للتخلي عن السيارة وهي أول مشروع واسع النطاق لثلاثاء عالمي للتخلي عن السيارة وتطلق تحدي بوغوتا إلى باقي دول العالم.
- 10-18 يونيو 2000. تنظيم أسبوع النقل الأخضر البريطاني بواسطة نقابة النقل البيئي.
- 27-24 يونيو 2000، بريمن، ألمانيا. أول مؤتمر للمدن الخالية من السيارات في بريمن.
- 21 سبتمبر 2000. يوم التخلي عن السيارات العالمي أول يوم عالمي للتخلي عن السيارات والذي أطلقته وروّجت له كاربسترز (تدعى الآن بشبكة الخلو من السيارات) ومؤسسة أدبسترز (بالإنجليزية: Adbusters) للإعلام.
- 22 سبتمبر 2000. أول يوم أوروبي للتخلي عن السيارة. أفاد الراعي الحكومي أن 760 بلدة أوروبية نظمت معا أول يوم لعموم أوروبا بعنوان: «في البلدة، بدون سيارتي!». ربما تم استبدال علامة الاستفهام بعلامة التعجب للتدليل على الثقة المتزايدة.
- 14 أكتوبر 2000. مدينة تشنغدو بمقاطعة سيتشوان، جمهورية الصين الشعبية تبدأ أول «يوم خال من السيارة» على الإطلاق في تلك الأمة.
- 29 أكتوبر 2000. تقيم بوغوتا أول استفتاء في العالم يخص اليوم الخالي من السيارة (الذي نجح دون صعوبة تذكر).
- 1 نوفمبر 2000. أطلقت كومونز وجمعية اليوم العالمي للتخلي عن السيارة يوم الخلو من السيارة العالمي بالتعاون مع شبكة يوم الأرض.
- 23 نوفمبر 2000. يوم تخلّص من سيارتك. فريمانتل. أول يوم أسترالي للتخلي عن السيارة (https://web.archive.org/web/20080517030616/http://www.freonet.net.au/shed-your-car/index01.html و https://web.archive.org/web/20101012194724/http://www.freonet.net.au/shed-your-car/).
- 1 فبراير 2001. تطلق بوغوتا أول مشروع ليوم عالمي للتخلي عن السيارات لعام 2001 مع يومها الثاني دون سيارات.
- ربيع 2001. «إيكولوجيّة الأحد 2001» تنظم وزارة البيئة الإيطالية أول آحاد إيكولوجية لبرنامج الخلو من السيارات والتي ستقام على مدى خمسة أسابيع.
- 19 أبريل 2001. أول يوم عالمي للخلو من السيارات. أكثر من 30000 مجموعة ومدينة حول العالم تساهم في هذا اليوم الأول الذي نظمه برنامج كومونز لليوم العالمي الخالي من السيارات وشبكة يوم الأرض.
- سبتمبر 2001. اليوم الأوروبي الثاني للخلو من السيارات واليوم العالمي الثاني للخلو من السيارات.
- 22 سبتمبر 2001. تورنتو تصبح أول مدينة تستضيف رسميا يوما خاليا من السيارات في شمال أمريكا.
- نوفمبر 2001. الأمم المتحدة تتواصل مع الكومونز وتقترح مشروعا مشتركا على مستوى عالمي: برنامج الأمم المتحدة لأيام خالية من السيارات. بحيث يتم تنظيمها قبل مؤتمر القمة العالمي في جوهانسبرغ للتنمية المستدامة شارحة أن هذه الطريقة هي التي يمكن أن تحدث فرقا.
- 8-6 فبراير 2002. نظم أول تدريب عملي لأيام الأمم المتحدة الإقليمية للخلو من السيارات لأمريكا اللاتينية بدعم وتعاون مع اليوم الثالث للخلو من السيارات في بوغوتا، كولومبيا. يجمع التدريب وفدا من رؤساء البلديات من جميع أنحاء المنطقة لمراقبة وتبادل المعلومات حول طريقة الأيام الخالية من السيارات الخاصة بمدنهم.
- 10-8 مايو 2002. الاستعراض والتدريب العملي ليوم الأمم المتحدة الخالي من السيارات الثاني لرؤساء البلديات الإقليميين يقام في فريمانتال، غرب أستراليا.
- 19 أبريل 2002. أطلقت EC في بروكسل أول أسبوع أوروبي للنقل. تم التخطيط له كحدث سنوي في سبتمبر يتمحور حول برنامج «في المدينة بدون سيارتي!».
- 22 سبتمبر 2002. اليوم العالمي الثالث للخلو من السيارات روجت له كارباسترز (تدعى الآن بشبكة الخلو من السيارات العالمية) ومؤسسة أد باسترز للإعلام.
- 2002. تأسيس شبكة يوم التخلي عن السيارات الكندية وتنشط في عدد متزايد من المدن التي تشمل تورنتو ومونتريال وأوتوا ووينيبيغ.
- أبريل 2003. مبادرة نحو مدن خالية من السيارات الثالثة، براغ، جمهورية التشيك؛ والتي نظمتها كارباسترز (تدعى الآن بشبكة الخلو من السيارات العالمية).
- سبتمبر 2003. أصبحت مونتريال أول مدينة كندية تقيم أياما أسبوعية تُغلق فيها الشوارع في وسط المدينة.
- سبتمبر 2003، كامدن، المملكة المتحدة. تحتفل كامدن بالأسبوع الأول للنقل بناء على أيام الخلو من السيارات التي يُحتفل بها في كل عام ابتداء من عام 2000.
- 22 سبتمبر 2003. اليوم العالمي الرابع للخلو من السيارات، روجت له شبكة الخلو من السيارات العالمية ومؤسسة أد باسترز للإعلام.
- يوليو 2004. نحو مدن خالية من السيارات الرابع، جامعة همبولت، برلين، بشبكة الخلو من السيارات العالمية بالاشتراك مع «سكن خال من السيارات، وحياة خالية من السيارات!». BUND (أصدقاء الأرض الألمان)، ITDP أوروبا ومنظمات ألمانية أخرى.
- من 19 إلى 24 سبتمبر 2004. أطلق أسبوع النقل الأول الجديد في تورنتو تحقيقا عاما في مجموعة إجراءات ومقاييس بخصوص حُزم سيارات أقل جديدة.
- 16-23 سبتمبر 2004. أسبوع النقل الأوروبي.
- 22 سبتمبر 2004 «في البلدة، بدون سيارتي!». فعالية نظمتها المفوضية الأوروبية وشركاء وطنيون.
- 22 سبتمبر 2004. اليوم العالمي الخامس للخلو من السيارات، روجت له شبكة الخلو من السيارات العالمية ومؤسسة أد باسترز للإعلام.
- يوليو 2005. نحو مدن خالية من السيارات الخامس، بودابست، هنغاريا. نظمته له شبكة الخلو من السيارات العالمية ومجموعة العمل من أجل تنظيف الهواء، بالاشتراك مع نادي حركة المرور الهنغاري وشباب الخضر الهنغاريين.
- 22 سبتمبر 2006. يوم خال من السيارات في شارع يونغ (Yonge) وميدان يونغ دونداس (Yonge Dundas). أول إغلاق أسبوعي لشارع في وسط المدينة احتفالا بيوم الخلو من السيارات في تورنتو.
- 22 سبتمبر 2007. يوم خال من السيارات في جاكرتا، إندونيسيا، نظمته حكومة بلدية جاكرتا. أغلق هذا اليوم الشوارع الرئيسية في جاكرتا مثل جالان ثامرين (Jalan Thamrin) وجالان سوديرمان (Jalan Sudirman) في وجه السيارات، ودعت الحكومة السكان المحليين لممارسة نشاطاتهم ورياضاتهم في الشارع. منذ ذلك اليوم صار يوم الخلو من السيارات حدثا شهريا في جاكارتا يقام في كل أحد أخير من الشهر. ومع ذلك تغلق هذه الشوارع الرئيسية في وجه السيارات في الأيام الآحاد الأخرى لفترة قصيرة.
- 22 سبتمبر 2007. يوم خال من السيارات في كاوهسيونغ، تايوان نظمه مجلس مدينة كاوهسيونغ. قام الآلاف بركوب الدراجة من برج الضوء إلى سينغوانغ فيري أرف (بالإنجليزية: Singuang Ferry Wharf) (انظر الخريطة). قدمت جميع خدمات النقل العام في المدينة مجانا ولمدة اسبوع من 22-28 سبتمبر 2007. بدأت كاوهسيونغ في الاحتفال بيوم الخلو من السيارات العالمي ابتداء من العام 2004. وشعار هذا العام هو熄火愛地球, 高雄齊步 走.[4][5] شارك في هذا الحدث ما مجموعه 1953 بلدة ومدينة من 38 بلدا حول العالم.
- 20-16 يونيو 2008. نحو مدن خالية من السيارات الثامن في بورتلاند، أوريغون نظمته SHIFT.
- 21 سبتمبر 2008. اليوم السنوي للخلو من السيارات في هولندا كانت 22 مدينة على الأقل مثل نيجمين وتيلبيرغ وروتردام وأرنهيم وغودا مدنا خالية من السيارات. انظر اليوم الهولندي الخالي من السيارات.
- 28 سبتمبر 2008. اليوم الخالي من السيارات في طريق غرين وود الرئيسي، لندن، المملكة المتحدة. انظر أرشيف أخبار هارينغي.
- 29 سبتمبر 2009. احتفل باليوم العالمي للخلو من السيارات في واشنطن العاصمة مع إصلاح دراجات مجاني ودروس لليوغا ومجموعات طرق الحياة الصديقة للبيئة. شاركت مجموعة واحدة في تقديم التماس لمستخدمي السيارات المتعطشين يحملهم على التخلي عن استخدام السيارة ليوم واحد. حمية الخلو من السيارة على يوتيوب.[1]